# 柱史增二
天龍座37，又名BD+68 984，HD 168653、SAO 17837、HR 6865，是天龍座的一颗恒星，视星等为5.95，位于銀經98.93，銀緯28.4，其B1900.0坐标为赤經18h 15m 51.9s，赤緯+68° 28.4′ 11″。